# Cratere Agnesi
Agnesi è un cratere da impatto sulla superficie di Venere. Deve il suo nome alla matematica italiana Maria Gaetana Agnesi (1718-1799).